# Simplex (New Orleans)

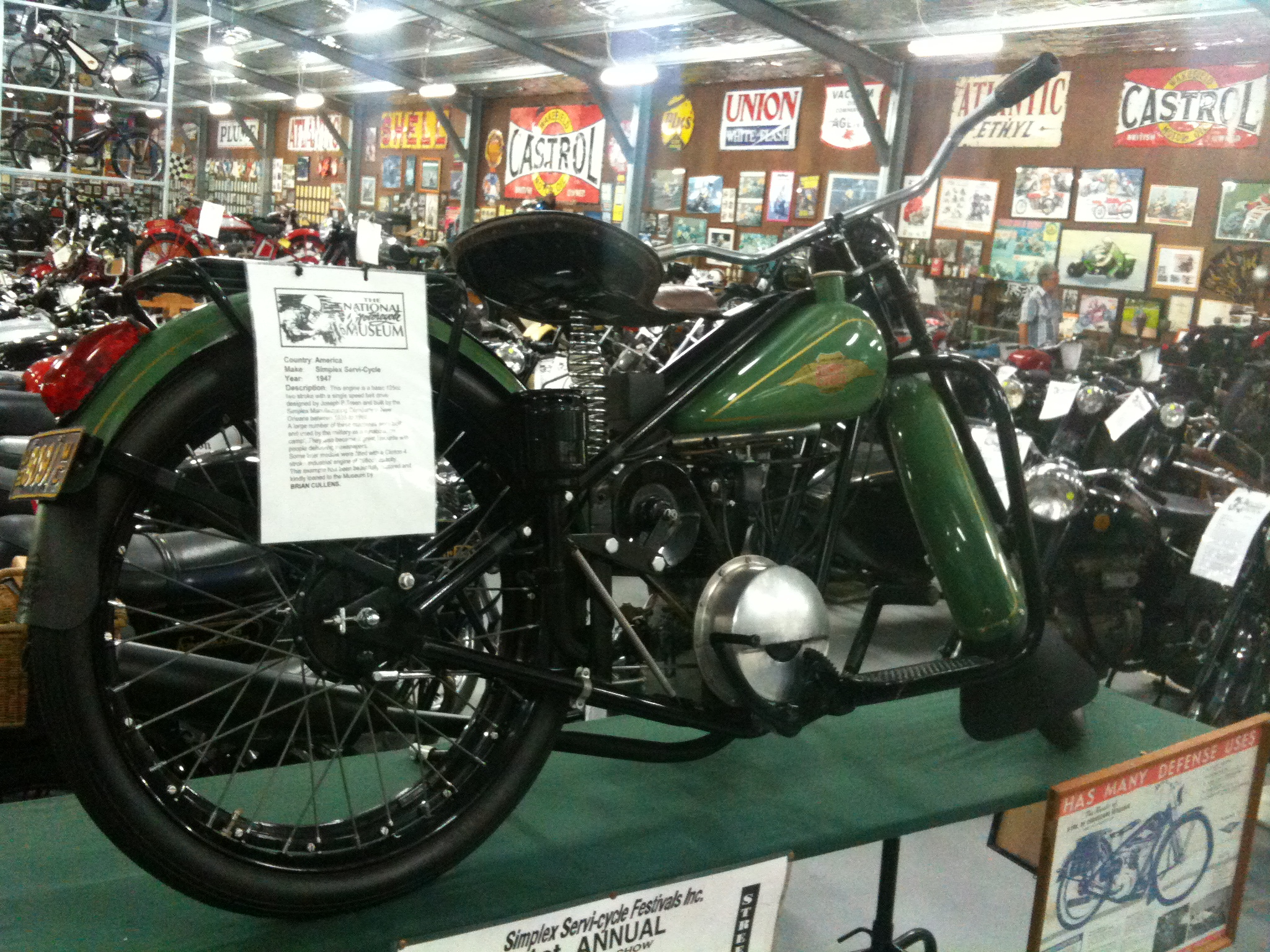
1947 Simplex Servi Cycle

Simplex is een historisch merk van motorfietsen.
Simplex Mfg. Co., later Valiant Mfg. Co., New Orleans, Louisiana.
Amerikaans merk dat vanaf 1935 lichte motorfietsjes ging produceren, met motoren die onder andere van Continental werden betrokken. Het bekendste model was de Servicycle dat erg lang in productie bleef en voortdurend doorontwikkeld werd. Zo werd in 1953 een automatische koppeling gemonteerd.
Het merk maakte ook scooters en een lichte tweetakt met een industrieel Clinton-blokje.
In 1965 werd het merk overgenomen door Valiant, maar kort daarna werd de productie beëindigd.
- Andere merken met de naam Simplex, zie Simplex (Amsterdam) - Simplex (Birmingham) - Simplex (Turijn).